# آک چین، شهرستان پیما، آریزونا
آک چین (به انگلیسی: Ak Chin) یک منطقهٔ مسکونی در ایالات متحده آمریکا است که در شهرستان پیما، آریزونا واقع شده است. آک چین ۱٫۳۶ کیلومتر مربع مساحت و ۳۰ نفر جمعیت دارد و ۵۶۵ متر بالاتر از سطح دریا واقع شده است.